# Bukharino
Bukharino (en rus: Бухарино) és un poble de l'óblast de Vladímir, a Rússia, segons el cens del 2010 tenia 3 habitants. Pertany al districte municipal de Koltxúguino.